# Tatariet
För den ryska delrepubliken, se Tatarstan.
Tatariet var ursprungligen ett medeltida namn för inre Asien. Namnet kom av att därifrån kom de inträngande tatarerna. Senare när dessa slagit sig ner i Europa kallade man Krim och nedre Dnepr och Don för Lilla Tatariet samt inre Asien för Stora Tatariet.